# Битва при Адрианополе (1050)
Битва при Адрианополе — сражение 1050 года между войсками Византии и печенегов вблизи Адрианополя (современный Эдирне).Завершилось поражением византийской армии, возглавляемой Константином Арианитом, который попал в плен. Битва стала частью масштабного византийско-печенежского конфликта середины XI века.

## Предыстория
К середине XI века Византия столкнулась с новой угрозой со стороны печенегов, которые переселялись в приграничные области на Дунае. В 1046 году император Константин IX Мономах поддержал вождя печенегов Кегена, что спровоцировало войну с его соперником, ханом Тирахом.
Первые столкновения привели к поражению византийцев: в 1048 году печенеги вторглись в северо-восточную Болгарию, а затем начали набеги на Македонию. Византийская армия, ослабленная предыдущими войнами, не смогла оказать решительного сопротивления.

## Ход сражения
Весной 1050 года византийская армия под командованием Константина Арианита была направлена для противодействия набегам печенегов. Византийцы выступили из Филиппополя и направились к Адрианополю, где расположились основные силы кочевников.
Первая стычка произошла у крепости Ямбол, где византийцы попытались разбить один из передовых отрядов печенегов, но их атака была отбита, а сами они понесли значительные потери. Отступив к Адрианополю, византийцы заняли оборонительные позиции, ожидая подкреплений. Однако печенеги, воспользовавшись замешательством в византийском лагере, внезапно атаковали его, разрушив укрепления и вызвав панику в рядах противника.
Летом 1050 года состоялась решающая битва под Диакеей. Византийская армия оказалась окружена, и попытка вырваться из окружения привела к её полному разгрому. Константин Арианит, оказавшись без поддержки, попал в плен и был казнён. Оставшиеся в живых византийцы отступили, оставив печенегам полное господство в регионе.

## Последствия
Поражение при Адрианополе в 1050 году значительно ослабило позиции Византии на Балканах. Печенеги продолжили разорять византийские земли, угрожая Константинополю. Византийская империя оказалась вынуждена заключить мир с кочевниками, что стало частью более широкой стратегии по стабилизации границ.